# Estigmene cingulata
Estigmene cingulata är en fjärilsart som beskrevs av Rothschild 1910. Estigmene cingulata ingår i släktet Estigmene och familjen björnspinnare. Inga underarter finns listade i Catalogue of Life.